# Боа Гилбер
Боа Гилбер (фр. Bois-Guilbert) насеље је и општина у северној Француској у региону Горња Нормандија, у департману Приморска Сена која припада префектури Руан.
По подацима из 2011. године у општини је живело 282 становника, а густина насељености је износила 34,69 становника/km². Општина се простире на површини од 8,13 km². Налази се на средњој надморској висини од 190 метара (максималној 226 m, а минималној 115 m).

## Демографија
| 1962. | 1968. | 1975. | 1982. | 1990. | 1999. | 2011. |
| ----- | ----- | ----- | ----- | ----- | ----- | ----- |
| 227   | 215   | 187   | 166   | 172   | 185   | 282   |

График промене броја становника у току последњих година